# Orasema rugulosa
Orasema rugulosa is een vliesvleugelig insect uit de familie Eucharitidae. De wetenschappelijke naam is voor het eerst geldig gepubliceerd in 1994 door Heraty.